# 8725 Keiko
A 8725 Keiko (ideiglenes jelöléssel 1996 TG5) a Naprendszer kisbolygóövében található aszteroida. Hiroshi Abe fedezte fel 1996. október 5-én.

## Kapcsolódó szócikk
- Kisbolygók listája (8501–9000)